# 抗甲状腺薬
抗甲状腺薬（こうこうじょうせんやく、英: antithyroid agent）とは甲状腺ホルモンに対するホルモン拮抗薬。
たとえば以下のような物質が該当する。
- プロピルチオウラシル (en)
- チアマゾール
- カルビマゾール (en)
- 過塩素酸カリウム